# بيت العجل (الخبت)

تعديل مصدري - تعديل

بيت العجل هي إحدى قرى عزلة العمارية بمديرية الخبت التابعة لمحافظة المحويت، بلغ تعداد سكانها 487 نسمة حسب تعداد اليمن لعام 2004.